# All About She
All About She son un trío musical de Londres , Reino Unido. El trío formado por los productores de discos de James Tadgell y Jon Clare, y la cantante Vania Taylor. Firmaron con un el sello discográfico de Tinie Tempah «Disturbing London» y han trabajado varias veces con él, así como otros artistas en el sello. Tadgell y Clare, que tanto han trabajado anteriormente con Devlin y Scorcher, escribieron y produjeron "Intro", que abre el álbum debut de Tinie Tempah Disc-Overy . Vanya prestó su voz para Tinie del exitoso sencillo "Simply Unstoppable" y la canción de Roska "Desire". Taylor también ha realizado coros para Jessie J, y All About She ha creado un remix de su sencillo «It´s My Party» para la edición de lujo de su segundo álbum, Alive . También colaboraron con Calvin Harris en la canción "Love Now" de su álbum Motion.

## Biografía

### 2013-presente:Breakthrough
Su primer sencillo "Bullet", con la voz de VV Brown , fue publicado el 29 de abril de 2013. El grupo de segundo sencillo "Higher (Free)" fue lanzado el 29 de noviembre de 2013 y entró en el UK Singles Chart en el número 20 y el número 5 en el UK Dance Chart en la semana que finalizó el 14 de diciembre de 2013. Se dio a conocer un Extended Play (EP) de seis pistas titulado Go Slow el 1 de mayo de 2014.

## Discografía

### Extended plays
| Título  | Deatlles |
| ------- | --- |
| Go Slow | - Publicado: 1 de mayo de 2014 - Discografía: Disturbing London/Atlantic Records - Formato: Descarga digital |

### Sencillos
| 2013                                        | "Bullet" (featuring V V Brown) | —  | — | N/A |
| 2013                                        | "Higher (Free)"                | 20 | 5 |     |
| "—" son singles que no estuvieron en listas |                                |    |   |     |

### Remixes
| Año  | Canción                                               | Artista                                   |
| ---- | ----------------------------------------------------- | ----------------------------------------- |
| 2011 | "Wonderman"                                           | Tinie Tempah con Ellie Goulding           |
| 2013 | "It's My Party" (All About She UKG Mix) (con MC Neat) | Jessie J                                  |
| 2013 | "It's My Party" (All About She Night Mix)             | Jessie J                                  |
| 2013 | "Broken"                                              | Daley                                     |
| 2014 | "Rather Be"                                           | Clean Bandit                              |
| 2014 | "Lover Not a Fighter"                                 | Tinie Tempah featuring Labrinth           |
| 2014 | "Tsunami (Jump)"                                      | DVBBS and Borgeous featuring Tinie Tempah |
| 2014 | "Marilyn"                                             | Alexa Goddard                             |
| 2014 | "So High"                                             | Rascals                                   |
| 2014 | "Living Without You"                                  | Sasha Keable                              |
| 2014 | "Sing That Song"                                      | TIEKS                                     |

### Production credits
| Año  | Título              | Artista                     | Álbum      |
| ---- | ------------------- | --------------------------- | ---------- |
| 2010 | "Intro"             | Tinie Tempah                | Disc-Overy |
| 2013 | "Daydreamer"        | Sasha Keable                | Black Book |
| 2013 | "Careless Over You" | Sasha Keable                | Black Book |
| 2013 | "You Got Me"        | Sasha Keable                | Black Book |
| 2013 | "Lights"            | Sasha Keable                | Black Book |
| 2014 | "Love Now"          | Calvin Harris (Co-Produced) | Motion     |